# Pánfilo (mitología)
En la mitología griega, Pánfilo (en griego antiguo Πάμφυλος), hijo de Egimio y hermano de Dimante, fue rey de los dorios a los pies del monde Pindo, e invadió el Peloponeso junto a los heráclidas. Tras la muerte de su padre, dividió el reino con su hermano y con Hilas, hijo de Heracles, al que había adoptado Egimio. Dio su nombre a una tribu de sicionanos llamados panfilios, de los que era considerado su ancestro mítico. Pánfilo y Dimante murieron en un combate luchando junto a los Heráclidas. Otros opinan que Pánfilo se casó con Orsobia, hija de Deifontes.